# Обмазка деревьев

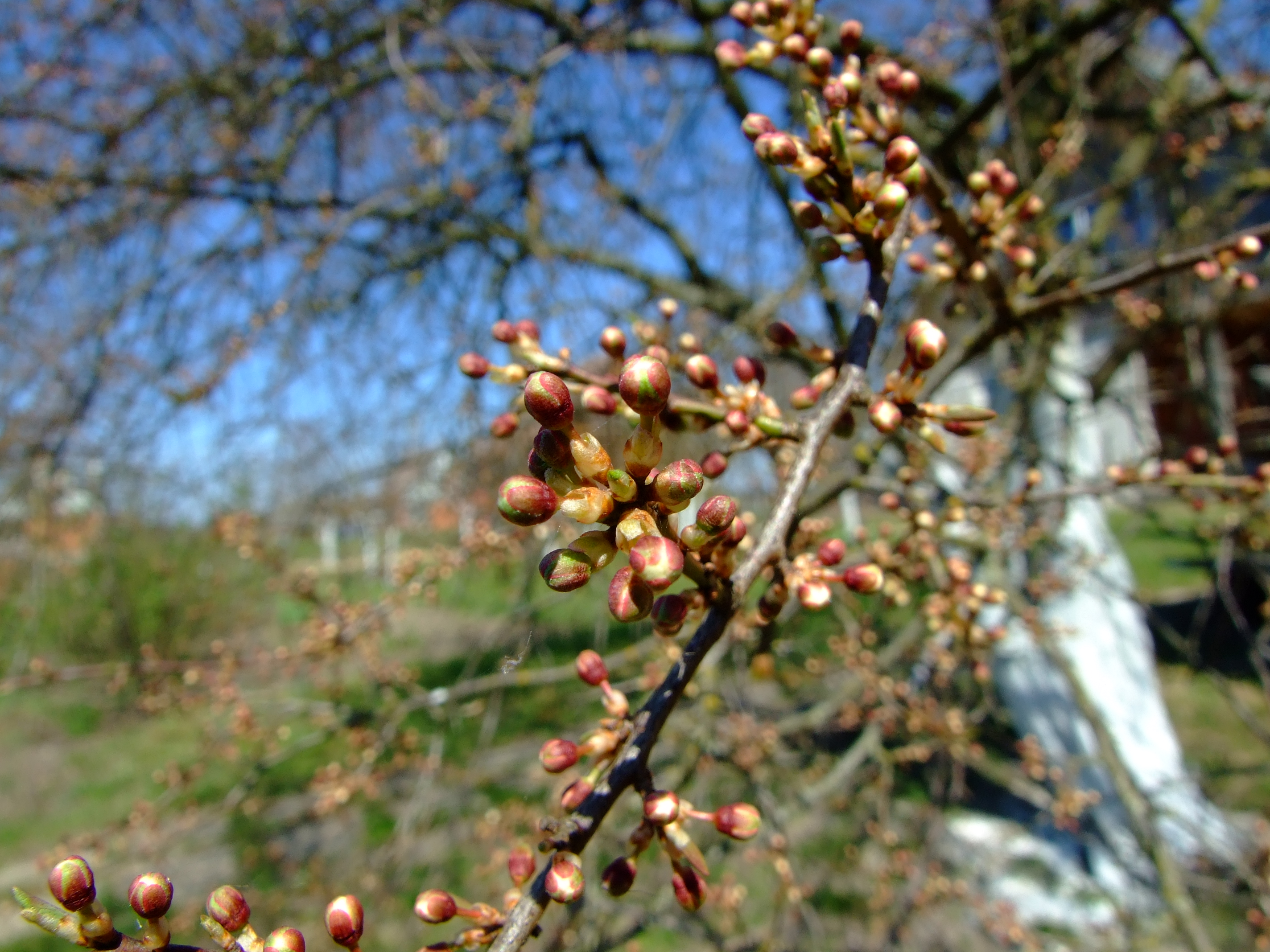
Побеленное дерево (не в фокусе)

Обмазка деревьев (побелка деревьев[прояснить]) — процедура ухода за растениями, которая способствует чистому и здоровому состоянию коры; производится она с несколькими целями.

## Применение

### От грызунов и паразитов
Для предохранения ствола от нападения мышей, зайцев, различных паразитов, его обмазывают или густым известковым молоком (гидроксид кальция), иногда смешанным с глиной, песком, керосином, или даже обыкновенной форситовой замазкой.
Предлагают, вместо обмазки, чехол из проволочной ткани (который служит около 10 лет), так как в голодный год грызуны объедают кору, несмотря на обмазку. Так как дожди очень легко смывают все эти замазки, то советуют в те годы, когда можно предполагать нашествие мышей, сначала обвязывать стволы корой, лыком, паклей, а уже сверх этого покрывать замазкой.

### Для лечения ран и других повреждений коры
При этом применении обмазки, прежде всего раны тщательно очищаются от омертвелых частей и бока срезов оживляются, то есть срез доводится до зелёной коры и живого камбиального слоя; затем края среза сглаживаются, и рана обмазывается американским варом, масляной краской или газовым дёгтем; если образовались глубокие впадины, то они наполняются форситовой замазкой. В тех случаях, когда кора объедена кругом, так что обмазывание вкупе с обвёртыванием уже не достигнет цели и зарубцевания не произойдёт, прибегают (по Греллю) к устройству живых мостиков, по которым соки из корней могли бы перебираться через повреждённое место. Мостики делаются рано весной из прошлогодних сильных побегов, очиненных с обеих сторон косыми срезами и вставляемых в нижнюю и верхнюю части живой коры. В исключительных случаях — в борьбе с яблочным долгоносиком и грушевым слоником устраивают ловчие кольца, посредством которых ловят этих насекомых; кольца состоят из жгутов мочала или соломы и покрыты смесью равных частей колёсной мази и простого дешёвого дёгтя. Этими кольцами обвязывают стволы и сучья — ползущие по дереву насекомые прилипают к ним и гибнут.

### Для удаления мхов
Если кора дерева покроется мхами или лишаями, то для удаления их ствол и сучья обмазывают известковым молоком или (для слабых деревьев) смесью из глины с коровяком и с небольшой лишь частью глины: после того, как она засохнет, известковый слой вместе с паразитами соскабливают окомелком или чем-нибудь подходящим, и потом вновь обмазывают кору известковым молоком. Весь сор этот, заключающий в себе массу паразитов, их яичек и т. п., необходимо тщательно собирать, сжигать, и в виде золы примешивать к удобрению садов. Иногда посыпают этой золой поверхность земли около ствола, что гонит насекомых от дерева (Грелль). Предлагают (Цивинский) для удаления мхов и лишаёв употреблять смесь из 8 частей золы, 2 частей соли и 1 части простого мыла, прокипячённую до густоты жидкой кашицы и, перед употреблением, остуженную. После обмазки этой смесью ствола и сучьев, мёртвый мох и лишаи соскабливаются обычным способом.